# Ottonianum (Landshut)

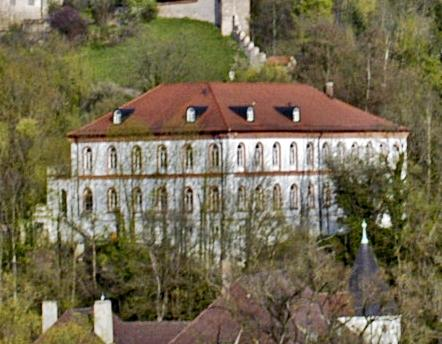
Das Ottonianum, Westansicht (2012)

Das Ottonianum (auch Balsschlösschen und Balskeller) ist ein ehemaliges Bürgerpalais und Internatsgebäude in Landshut in Niederbayern. Heute ist in dem Gebäude die Jugendherberge der Stadt untergebracht.
Die Anlage ist als Baudenkmal mit der Nummer D-2-61-000-469 vom Bayerischen Landesamt für Denkmalpflege erfasst und ist Teil der Baudenkmäler in der Landshuter Altstadt.

## Geschichte

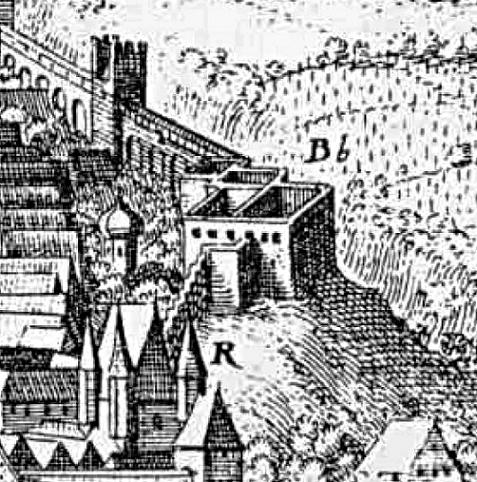
Die Ruine des Schlösschens wurde 1644 in Topographia Bavariae von Matthäus Merian als „Abgebrant Schlößl“ beschrieben

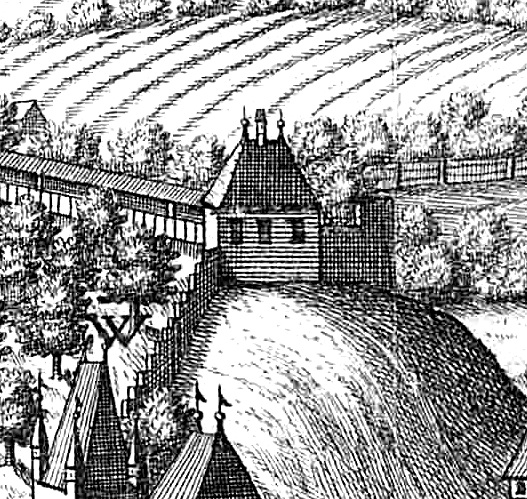
Das wieder hergerichtete Schlösschen 1723 in Historico-topographica descriptio Bavariae von Michael Wening

Bei Ausgrabungen im Jahr 2015 stellten Archäologen fest, dass das Areal des Ottonianums bereits in der Hallstattzeit besiedelt war.
Das Anwesen war im 15. Jahrhundert in die Stadtmauer eingebunden und wurde von den Herzögen als Gießhütte zur Ausrüstung ihrer Truppen betrieben. Die Büchsenmeister stellten Waffen, wie Feldschlangen, Kanonen und Hakenbüchsen her, es wurden aber auch Kirchenglocken gegossen. In den Steuerbüchern von Landshut wurde die Anlage erstmals im Jahr 1493 als „herzoglicher Gießgarten“ erwähnt. Damals hatte das Gebäude ein burgähnliches Aussehen, mit hohen Mauern, kleinen Fenstern und einem Walmdach.
Das Landshuter Stadtmodell von Jakob Sandtner aus dem Jahr 1570 zeigt die früheste Abbildung des Gebäudes, das in dieser Zeit als Gutshof genutzt wurde. Ab 1601 war es in Privatbesitz und diente als Wohnhaus.
Als im Dreißigjährigen Krieg die Schweden dreimal die Stadt heimsuchten (1632, 1634 und 1648), kapitulierten beim ersten Eintreffen zunächst die Bürger, ließen sich aber beim zweiten Aufeinandertreffen auf eine Schlacht ein. Die schwedischen Truppen konnten jedoch am 22. Juli 1634 Landshut und die Burg Trausnitz erobern, dabei wurde zuerst die Stadtmauer beschossen und das Schlösschen brannte aus.
Wieder instand gesetzt, diente es ab 1802, von Gärten umgeben, als Ausflugs- und Aussichtscafé und wechselte mehrmals die Besitzer. Unter anderem war Carl von Theodori Eigentümer des Anwesens, nach ihm wurde in der Folgezeit das Gebäude Theodorischlösschen genannt. Seit 1808 war die Brauerei-Familie Bals Besitzer des Gebäudes und das Schlösschen entwickelte sich als „Gaststätte am Berg“ zu einer beliebten Vergnügungsstätte, auf der Abendgesellschaften, Preiskegeln und Schießwettbewerbe abgehalten wurden. 1839 wurde das Gebäude von Johann Baptist Bernlochner für den Braumeister Josef Bals zu einem Sommerkeller umgebaut und diente als Bierkeller für den Ausschank während des Sommers. Nach ihm wurde es Balsschlösschen oder Balskeller genannt.
Im Jahr 1882 ließ die Stadt Landshut das Haus zu einem Internat für die königliche Realschule umbauen. Unter anderem besuchte der spätere Schriftsteller Hans Heinrich Ehrler die Schule. Um 1900 wurde das Gebäude durch den Einbau eines zusätzlichen Schlafsaales zur Hofseite hin verbreitert. Auf Beschluss des Rats der Stadt trug es ab 1920 den Namen Erziehungsinstitut Ottonianum, in Gedenken an Otto I., dem ersten bayerischen Herzog.
1937 wurde das Internat aufgelöst und war bis 1945 Sitz der Kreisleitung der NSDAP. Nach dem Krieg diente das Gebäude kurzfristig als Flüchtlingslager und Behelfsschulgebäude für das Hans-Carossa-Gymnasium Landshut. Danach war es ein Militärlazarett und Hilfskrankenhaus für Patienten mit Lungenkrankheiten, bis 1965 das Klinikum Landshut fertiggestellt wurde. Seit 1968 ist in dem Gebäude die Jugendherberge der Stadt untergebracht.

## Beschreibung

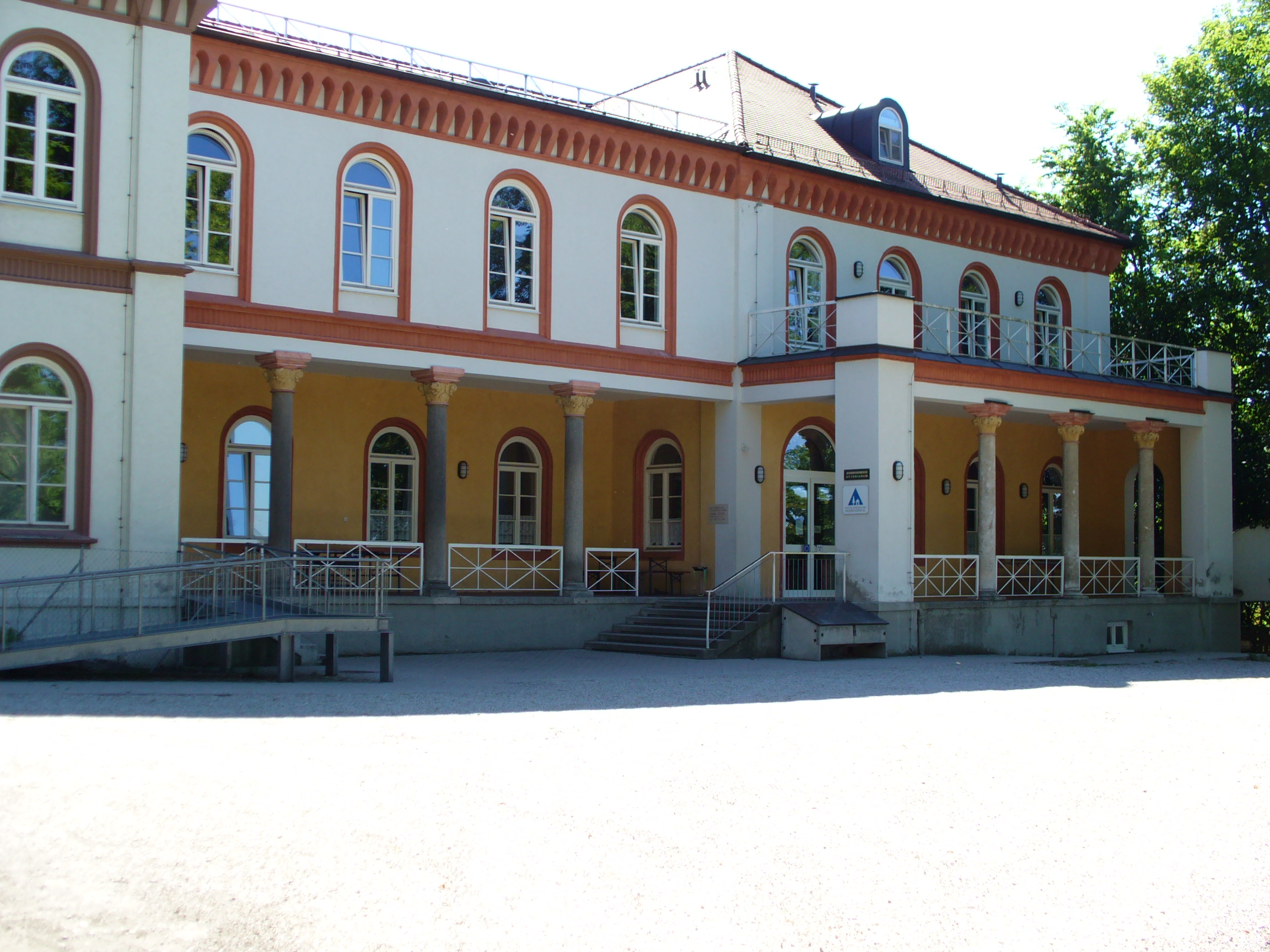
Hofseite des Ottonianums (2005)

Das denkmalgeschützte Ottonianum liegt oberhalb der südlichen Altstadt auf einer Terrasse am Aufstieg zum Hofberg. Es ist ein stattlicher zweigeschossiger Walmdachbau mit Rundbogenfenstern und zeigt deutlich Elemente des Biedermeier. Zur Hofseite hin verbreitert sich das Gebäude mit zwei Loggien, die von Säulen mit korinthischen Kapitälen begrenzt sind. Das zugehörige Portal befindet sich an der Alten Bergstraße und besteht aus Säulen mit einem Segmentgiebel. Es ist zwischen dem Ottonianum und der Stadtmauer eingepasst.